# J. Peter Robinson
J. Peter Robinson (Buckinghamshire, 16 settembre 1945) è un compositore e direttore d'orchestra britannico.
Ha composto tra le altre le colonne sonore dei film Nightmare - Nuovo incubo, di Wes Craven, e della versione statunitense di Gojira 2000 - Millennium.

## Filmografia parziale

### Cinema
- Il replicante (The Wraith), regia di Mike Marvin (1986)
- Non aprite quel cancello (The Gate), regia di Tibor Takács (1987)
- Il ritorno dei morti viventi 2 (Return of the Living Dead Part II), regia di Ken Wiederhorn (1988)
- Cocktail, regia di Roger Donaldson (1988)
- Il piccolo grande mago dei videogames (The Wizard), regia di Todd Holland (1989)
- Furia cieca (Blind Fury), regia di Phillip Noyce (1989)
- Cadillac Man - Mister occasionissima (Cadillac Man), regia di Roger Donaldson (1990)
- Fusi di testa (Wayne's World), regia di Penelope Spheeris (1992)
- Il mio amico scongelato (Encino Man), regia di Les Mayfield (1992)
- Nightmare - Nuovo incubo (Wes Craven's New Nightmare), regia di Wes Craven (1994)
- Highlander 3 (Highlander III: The Sorcerer), regia di Andrew Morahan (1994)
- Mind Ripper, regia di Joe Gayton (1995)
- Vampiro a Brooklyn (Vampire in Brooklyn), regia di Wes Craven (1995)
- Mr. Nice Guy (Yat goh ho yan), regia di Sammo Hung (1997)
- Tempesta di fuoco (Firestorm), regia di Dean Semler (1998)
- Detroit Rock City, regia di Adam Rifkin (1999)
- Gojira 2000 - Millennium (ゴジラ2000 ミレニアム, Gojira ni-sen - Mireniamu), regia di Takao Okawara (1999) – versione in inglese
- Waterproof, regia di Barry Berman (2000)
- 15 minuti - Follia omicida a New York (15 Minutes), regia di John Herzfeld (2001)
- Wishcraft, regia di Richard Wenk (2002)
- Beeper, regia di Jack Sholder (2002)
- Indian - La grande sfida (The World's Fastest Indian), regia di Roger Donaldson (2005)
- Non è peccato - La Quinceañera (Quinceañera), regia di Richard Glatzer e Wash Westmoreland (2006)
- Shelter, regia di Jonah Markowitz (2007)
- La rapina perfetta (The Bank Job), regia di Roger Donaldson (2008)
- Blue Crush 2, regia di Mike Elliott – direct-to-video (2011)
- Solo per vendetta (Seeking Justice), regia di Roger Donaldson (2011)
- Heaven's Floor, regia di Lori Stoll (2016)
- Mad Families, regia di Fred Wolf (2017)

### Televisione
- Insiders (The Insiders) – serie TV, episodio 1x10 (1985)
- Kate's Secret, regia di Arthur Allan Seidelman – film TV (1986)
- J. Edgar Hoover, regia di Robert L. Collins – film TV (1987)
- Il motel della paura (Bates Motel), regia di Richard Rothstein – film TV (1987)
- The Gifted One, regia di Stephen Herek – film TV (1989)
- Blue Jeans (The Wonder Years) – serie TV, 16 episodi (1990-1991)
- I racconti della cripta (Tales from the Crypt) – serie TV, 4 episodi (1990-1991, 1996)
- Oltre i limiti (The Outer Limits) – serie TV, 7 episodi (1995-1997, 1999)
- Streghe (Charmed) – serie TV, 73 episodi (1996-2006)
- Brink! Sfida su rotelle (Brink!), regia di Greg Beeman – film TV (1998)
- Spawn (Todd McFarlane's Spawn) – serie animata, 6 episodi (1999)
- The Handler – serie TV, 8 episodi (2003-2004)
- Il fiume del terrore (12 Days of Terror), regia di Jack Sholder – film TV (2004)
- Laboratorio mortale (Covert One: The Hades Factor), regia di Mick Jackson – miniserie TV (2006)
- Deadliest Catch – programma TV, 45 puntate (2009-2011)
- Cleaners – serie TV, 18 episodi (2013-2014)